# Ochrodota pronapides
Ochrodota pronapides är en fjärilsart som beskrevs av Druce 1894. Ochrodota pronapides ingår i släktet Ochrodota och familjen björnspinnare. Inga underarter finns listade i Catalogue of Life.